# Dorilau de Comana
Dorilau (en llatí Dorylaus, en grec antic Δορύλαος) era un noble del regne del Pont que va créixer junt amb Mitridates VI Eupator.
Era nebot del general Dorilau Tàctic. Quan el rei va arribar a la majoria d'edat el va nomenar sacerdot de Ma a Comana del Pont, que era la segona dignitat del regne i va donar honors a la seva família. Dorilau però, el va trair i va conspirar per entregar el regne als romans a canvi de la corona. Descobert el complot Dorilau i els seus cosins Lagetes i Estratarques van perdre tots els seus càrrec i beneficis.